# Хоцянов, Лев Киприянович
Лев Киприянович Хоцянов (20 июня 1889 года, Псков, Российская империя — 1978 год, СССР) — советский гигиенист, академик АМН СССР (1960).

## Биография
Родился 20 июня 1889 года в Пскове.
В 1911 году — окончил Императорскую медико-хирургическую академию.
С 1911 по 1914 годы — младший полковой врач 3-го пехотного Нарвского полка
В 1914 — старший военный врач  13-го сапёрного батальона. Принимал участие в боевых действиях в составе 13-го армейского корпуса, входившего в состав 2-й армии генерала Самсонова на Северо-Западном фронте и попал в немецкий плен.
С 1911 по 1918 годы — инфекционный врач в германских лагерях для военнопленных.
С 1918 года — уездный санитарный врач Мосгубздравотдела: Подольский (1918-20 гг.), Наро-Фоминский (1920-23 гг.) и Коломенский уезд (1923-29 гг.).
С 1929 по 1966 годы — работал в Московском институте по изучению профессиональных болезней имени В. А. Обуха: санитарный врач обследователь, заведующий сектором, заведующий лабораторией, заведующий гигиеническим отделом.
С 1931 по 1956 годы — одновременно работал на кафедре промышленной гигиены ЦИУВ: ассистент, доцент, профессор, заведующий кафедрой.
Умер в 1978 году.

## Научная деятельность
Вел исследования изучения вопросов промышленной вентиляции, санитарной статистики, естественного движения сельского населения.
Один из первых использовал комплексный подход при изучении влияния производственных, бытовых и социальных факторов на здоровье людей.
Автор свыше 130 научных работ, посвященных вопросам гигиены труда, главным образом в машиностроительной промышленности.
Был членом бюро Отделения гигиены, микробиологии и эпидемиологии АМН СССР, редактором редотдела «Гигиена» 2-го издания Большой медицинской энциклопедии, членом редколлегии журнала «Гигиена труда и профессиональные заболевания».

### Сочинения
- Четыре года в германском плену. 1914—1918 (воспоминания военного врача): монография / СПб. : Лема, 2014.
- Санитарно-техническое описание Коломенского машиностроительного завода, Коломна, 1926;
- Гигиена труда в машиностроительной промышленности, ч. 1—2, М., 1941—1947;
- Гигиена труда, М., 1958 (совм. с др.);
- Гигиенические основы промышленной вентиляции и её эксплуатация, М., 1958 (совм. с др.);
- Руководство по гигиене труда, под ред. Ф. Г. Кроткова, т. 2—3, М., 1961—1963 (авт. ряда гл.);
- Опыт изучения демографических сдвигов в сельском населении Московской и Рязанской областей за истекшее столетие (1851—1960), М., 1963;
- Труд и здоровье в свете научно-технического прогресса, Ташкент, 1977 (совм. с Хухриной Е. В.).

### Библиогр
- К 90-летию со дня рождения академика АМН СССР Л. К. Хоцянова, Гигиента труда и профессиональные заболевания, № 10, с. 60, 1979;
- Лев Киприянович Хоцянов, там же, № 3, с. 62, 1959.

## Награды
- Два ордена Трудового Красного Знамени
- Премия имени Ф. Ф. Эрисмана АМН СССР — за монографию «Опыт изучения демографических сдвигов в сельском населении Московской и Рязанской областей за истекшее столетие (1851—1960)», опубликованную в 1963 году